# مسجد الأمير حماد
مسجد الأمير حماد (1024هجرية) ، هو أحد المساجد التي انشئت في عصر الدولة العثمانية في مصر ، يقع بميت غمر بمحافظة الدقهلية.

## وصفه
يتكون المسجد من صحن تحيط به أربعة إيوانات متعامدة، مغطاة بسقوف خشبية مزخرف بنقوش ملونة متعددة الألوان ومذهبة. وبالمسجد منبر خشبى دقيق الصنع .

## روابط خارجية
- آثار القاهرة الإسلامية نسخة محفوظة 31 مايو 2014 على موقع واي باك مشين.